# Abbaye de San Pietro in Valle
San Pietro in Valle est une abbaye médiévale de la commune de Ferentillo en Ombrie .

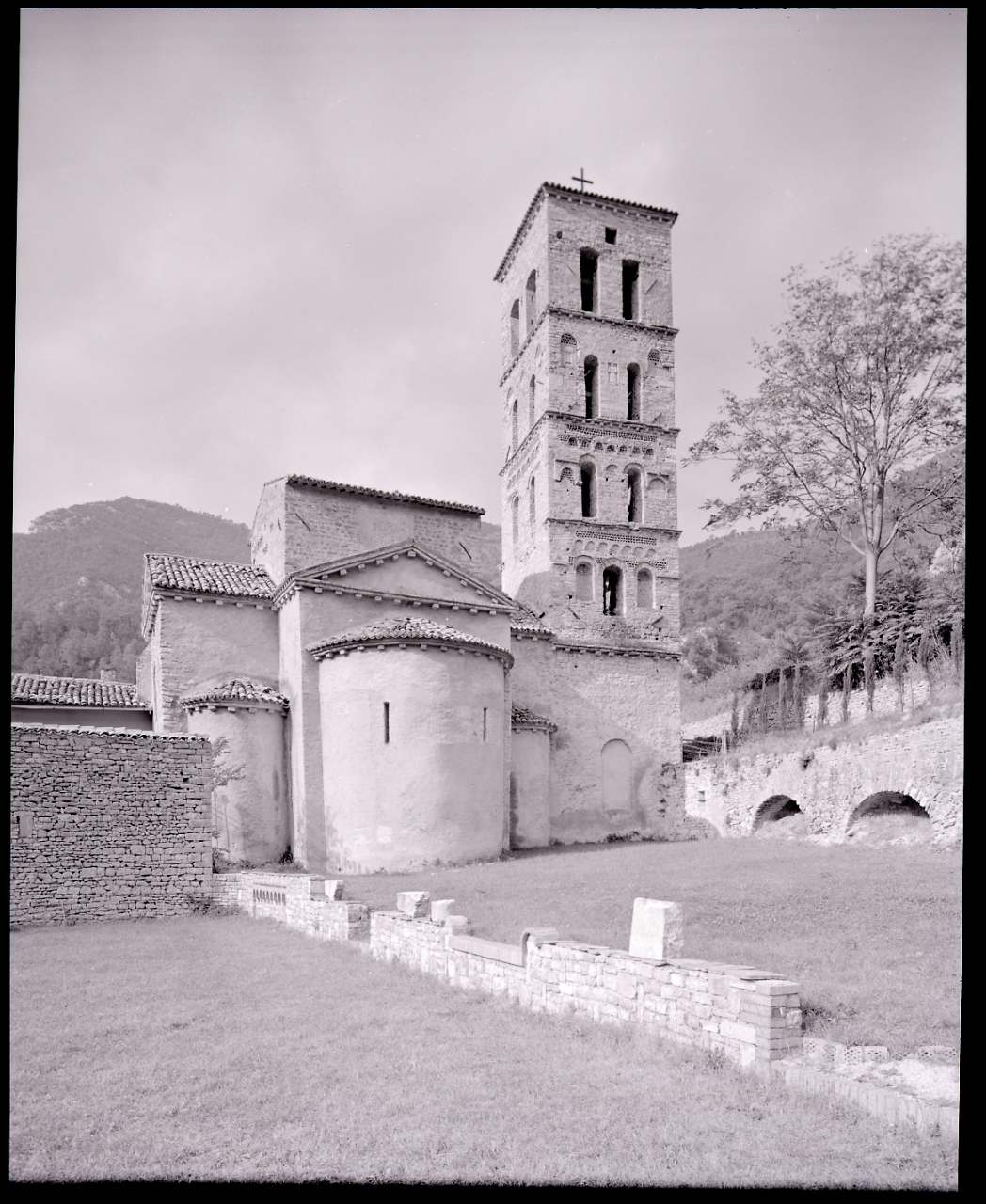
Abside et clocher. 1967 photo de Paolo Monti.

L' église romane abrite des sarcophages romans. Les murs de la nef sont décorés d'un cycle de fresques romanes. Les bâtiments du monastère sont une propriété privée et abritent un hôtel de luxe.

## Histoire
L'édifice a été construit au VIIIe siècle par Faroald II, duc de Spolète, dans les lieux où auraient vécu les ermites Lazare et Jean. Selon une légende, le duc de Spolète vit en rêve saint Pierre qui l'invita à construire un monastère bénédictin, à la place de l'actuelle abbaye. Quelques années plus tard, le duc renonce au titre et devient moine à l'abbaye. Depuis lors, le monastère est lié à la ville de Spolète, accueillant les restes de nombreux ducs de la ville.
À la fin du IXe siècle le monastère subit  le sac des Sarrasins et ressuscite en 996 à l'instigation d' Otton III. En 1234, le pape Grégoire IX attribue l'abbaye aux cisterciens comme dans toute la région du  Latium sous le pape Innocent III.
En 1484, le pape Innocent VIII donne le fief de l'abbaye à la famille Cybo. 
Le Pape Innocent VIII (Giovan Battista Cybo ) a créé une principauté pour son fils Franceschetto Cybo, le nommant  duc de Spolète et comte de Ferentillo et gouverneur de l'abbaye.  Le fief  Cybo Malaspina a duré jusqu'en 1730 avec Alderano Cybo.  Le bâtiment est un monument national visité par des touristes pour ses œuvres d'art, comme le cycle de fresques de l'école romaine (1150) et les fresques de l'abside du maître Eggi (1445).
Depuis 1917 le couvent est passé en mains privées et rénové, il sert d'hôtel.

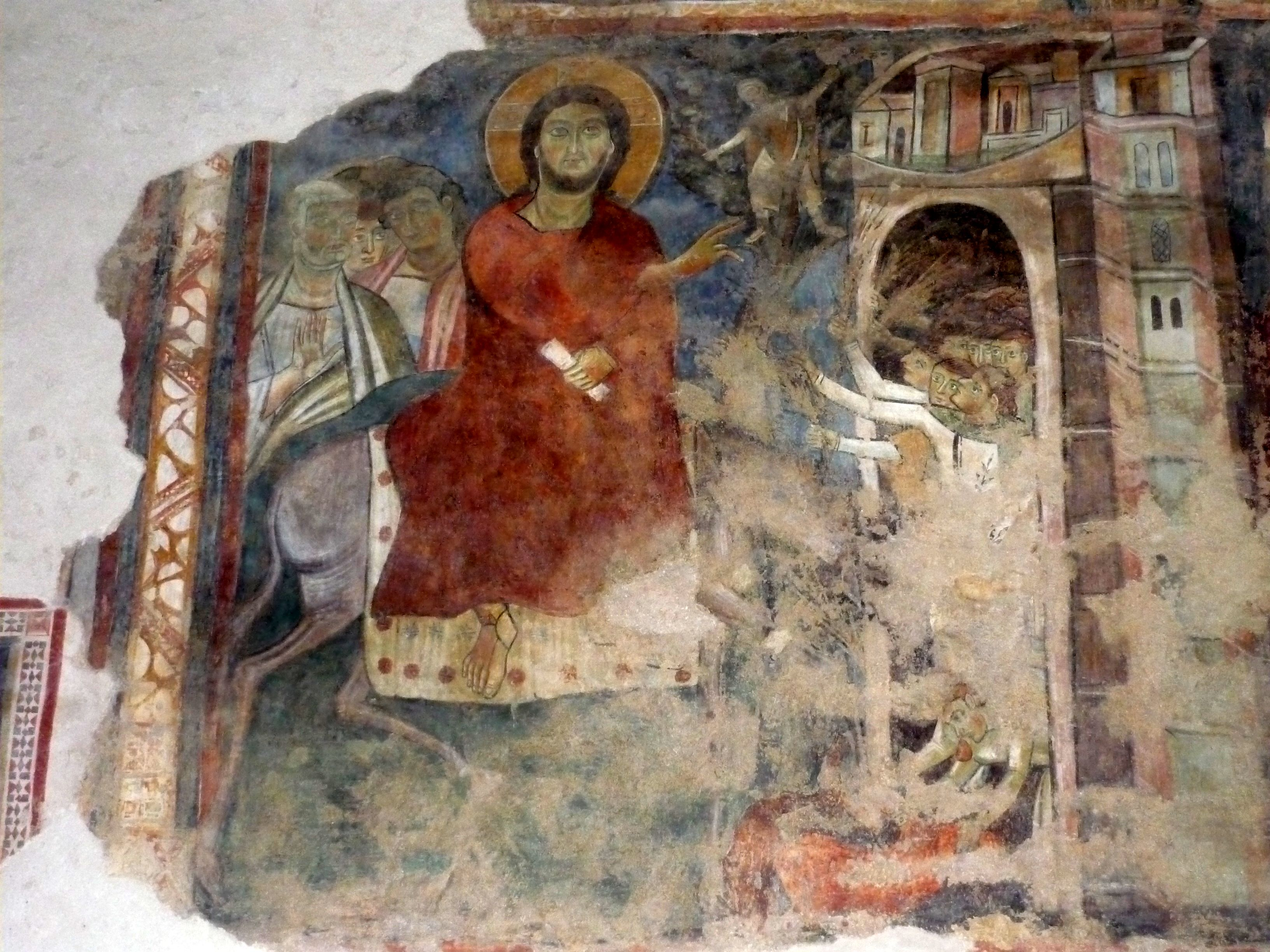
Fresque représentant le Christ entrant à Jérusalem.

## Église
L'église,  distincte de l'abbaye, a une seule nef qui remonte au VIIe siècle ; l'abside date du XIIe siècle. Elle conserve des fresques médiévales et Renaissance de l'école ombrienne représentant des scènes de l'Ancien et du Nouveau Testament.
Quatre sarcophages conservés dans l'église datent du IIe siècle. Par leur style et représentations leur réalisation est l' œuvre  d' artistes orientaux :
- Sarcophage à trois barques (voyage vers Hadès).
- Sarcophage de Faroald avec Dionysos, Silène, Pan et Ménade dansante.
- Sarcophage de Cupidon et Psyché
- Sarcophage des chasseurs.

### La dalle sculptée d'Ours

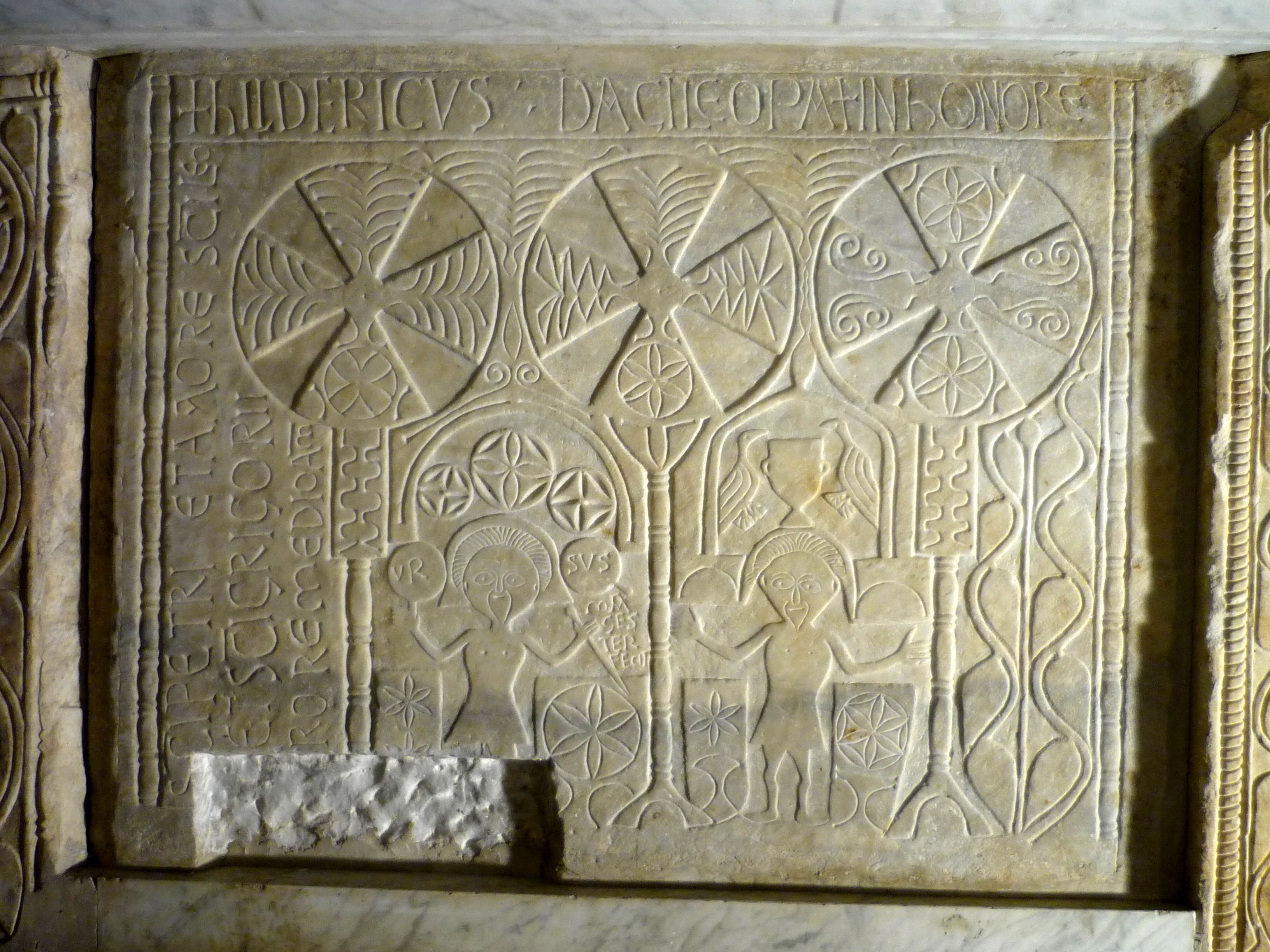
Dalle de Ours (VIIIe siècle.

Les deux dalles du maître-autel, sculptées en bas-relief, sont d'époque lombarde. Sur le devant de l'autel court une inscription en latin, avec de curieux caractères mixtes majuscules et minuscules : « Ilderico Dagileopa, en l'honneur de saint Pierre et pour l'amour de saint Léon et saint Grégoire, pour le salut de l'âme (pro remedio animae) ». Ilderic était duc de Spolète entre 739 et 742. La dalle est  ornée de deux personnages bizarres, les bras fléchis à 90° et relevés vers le haut, la poitrine nue et vêtus d'une jupe courte. Les figures sont entourées de tiges végétales stylisées, qui se terminent par des disques avec des croix inscrites. L'un des deux personnages brandit une sorte de style(ou ciseau). La figure représente Ursus (Ours), le sculpteur indiqué comme l'auteur de la gravure par l'inscription Ursus magester fecit (« Le maître Ours l'a fait »).
L'autre figure porte le kilt, les bras levés sont interprétés comme une attitude rituelle. Dans un article publié dans le mensuel Medioevo (mensuel italien d'étude médiévale) en février 2016, Elena Percivaldi confirme l'interprétation de la scène comme étant de nature rituelle.